# Nikita Andrijanow
Nikita Andrijanow (ros. Никита Андриянов, ur. 7 lutego 1990) – rosyjski lekkoatleta specjalizujący się w biegach płotkarskich.

## Kariera sportowa
Na arenie międzynarodowej odniósł następujące sukcesy:
| Rok  | Miejsce  | Zawody                               | Konkurencja       | Pozycja       | Wynik |
| ---- | -------- | ------------------------------------ | ----------------- | ------------- | ----- |
| 2007 | Belgrad  | olimpijski festiwal młodzieży Europy | bieg na 400 m ppł | złoty medal   | 51,89 |
| 2009 | Nowy Sad | mistrzostwa Europy juniorów          | bieg na 400 m ppł | brązowy medal | 51,43 |
| 2011 | Ostrawa  | młodzieżowe mistrzostwa Europy       | bieg na 400 m ppł | 4. miejsce    | 49,62 |

Brązowy medalista mistrzostw Rosji w biegu na 400 m ppł (2018).

## Rekordy życiowe
- bieg na 400 m ppł (stadion) – 49,62 (16 lipca 2011, Ostrawa)
- bieg na 400 m (hala) – 48,02 (5 lutego 2017, Moskwa)